# Rumineren (psychologie)

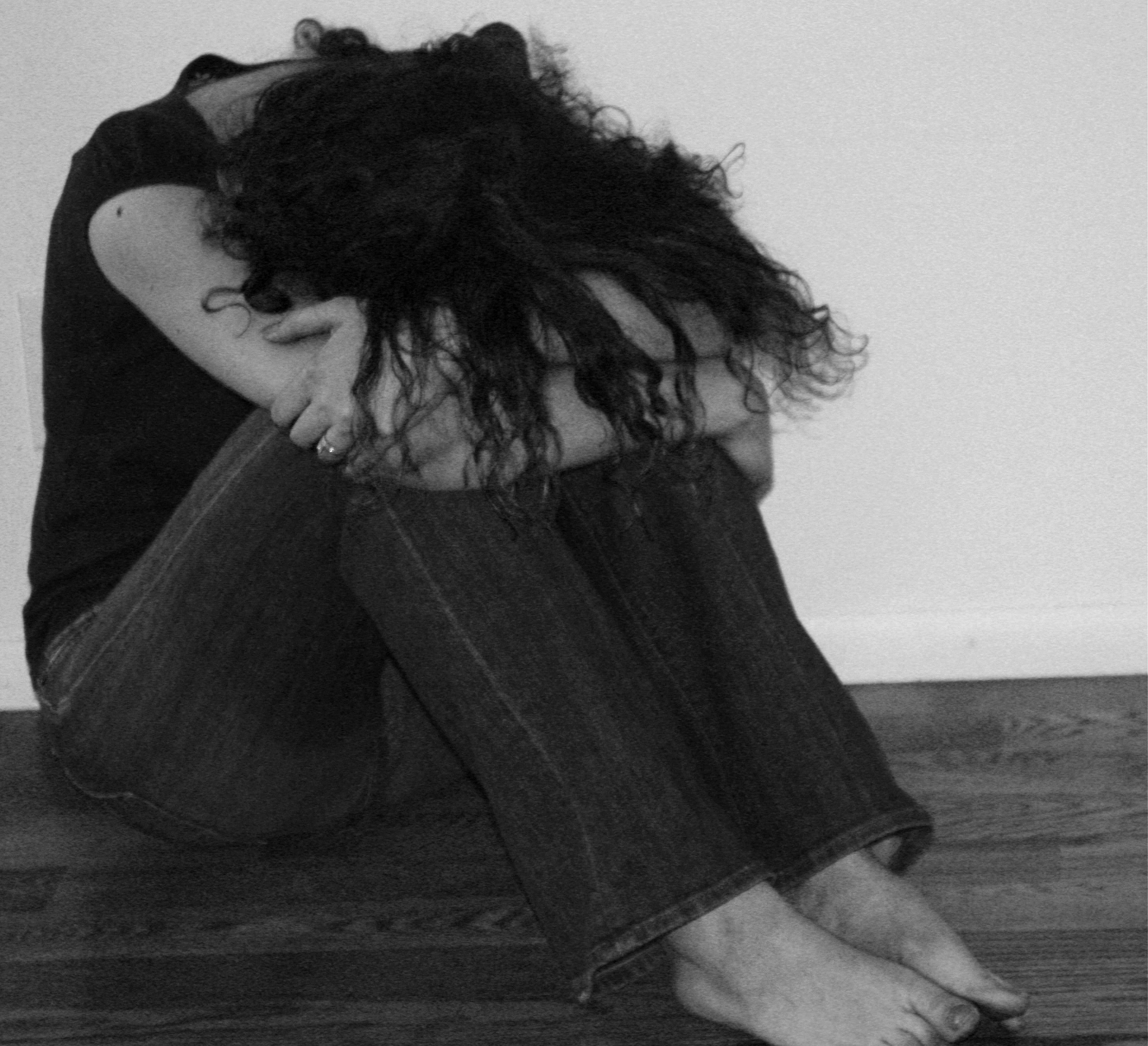
Ruminatie is een passieve manier van omgaan met problemen en leidt niet tot actieve probleemoplossing.

Rumineren is het herhaaldelijk langdurig denken over (of herkauwen van) je gevoelens en problemen. In vaktermen wordt een onderscheid gemaakt met piekeren, dat meer op de toekomst gericht is.

## Begripsverduidelijking
Ruminatie is een manier van omgaan met het zich slecht voelen. Deze manier van omgaan is getypeerd door het herhaaldelijk en passief focussen op de symptomen van het zich slecht voelen en op de mogelijke oorzaken en gevolgen ervan. Ruminatie is een passieve manier van omgaan met problemen en leidt niet tot actieve probleemoplossing. Rumineerders blijven gefixeerd op de problemen en op hun gevoelens hierover, zonder actie te ondernemen. Deze stijl kan dan ook leiden tot verschillende psychische problemen.

## Ruminatie en psychische problemen

### Depressie
Het meest bekende verband is dat tussen rumineren en depressie. Hiertussen werden duidelijke verbanden gevonden. Er is met name een verband tussen rumineren en het ontstaan van depressieve episodes: mensen die veel rumineren hebben meer kans om een depressie te ontwikkelen in de daaropvolgende periode. Met de duur van de depressie is er geen duidelijk verband: sommige studies vinden wel, andere geen verband tussen rumineren en de duur van de depressie.

### Negatief denken en beperkte probleemoplossing
Naast de echte depressie, blijkt rumineren samen te hangen met negatief denken over het verleden, het heden en de toekomst. Rumineerders hebben dikwijls het idee dat ze trachten hun problemen te begrijpen en op te lossen, doch studies tonen aan dat ze problemen sneller als onoplosbaar beschouwen en als ze mogelijke oplossingen vinden, gaan ze toch veel minder snel over tot actieve aanpak ervan.

### Internaliserende psychische problemen
Er werden verbanden gevonden tussen verschillende andere psychische problemen en ruminatie. Meer rumineren kan leiden tot alcoholmisbruik, comazuipen, binge eating en boulimie. Verder werden verbanden gevonden met automutilatie, zelfmoordgedachten, angst en posttraumatische stressstoornis. Tot slot toont onderzoek aan dat iemand die kwaad is en rumineert, langer kwaad zal blijven. Daarom wordt rumineren ook als een van de verklaringen aangehaald waarom het afreageren van agressie niet werkt. Er is echter geen rechtstreeks verband tussen rumineren en agressie of delinquentie. Samenvattend kan gesteld worden dat rumineren samenhangt met internaliserende problemen, maar niet met externaliserend gedrag. Bij mensen met psychische problemen kan ruminatie bovendien leiden tot meer cardiovasculaire problemen.

## Rumineren en piekeren
Hoewel de termen rumineren en piekeren (als vertaling van het Engelse worry) soms als synoniemen worden gebruikt, is er strikt genomen toch een onderscheid. Rumineren heeft meer betrekking op ervaringen die men in het verleden heeft gehad of nu heeft (en die ook nog wel verband met de toekomst kunnen houden). Piekeren heeft betrekking op het herhaaldelijk negatief denken rond en oplossingen zoeken voor zaken die nog moeten gebeuren. Rumineren hangt in de eerste plaats samen met depressie en piekeren met angst. In vergelijkende studies wordt een verschil gevonden tussen de twee. Recent worden rumineren en piekeren soms ook samengenomen en perseveratieve cognitie genoemd.

## Meten van ruminatie
Twee schalen die het rumineren meten werden in het Nederlands vertaald en onderzocht: de Ruminative Response Scale (RRS-NL) en de Rumination on Sadness Scale (RSS-NL). De RRS-NL werd recent herzien (deze schaal werd ook gepubliceerd in de aangehaalde referentie).

## Mogelijke behandelmethodes
Voor mensen die kampen met ernstige problemen van rumineren zijn er verschillende mogelijkheden om dit te doorbreken. In de eerste plaats is er het doen van activiteiten, eventueel volgens de principes van de gedragsactivatie. Verder zijn er therapeutische toepassingen van mindfulness of Acceptance and Commitment Therapy die leren op een andere manier met gedachten en gevoelens om te gaan. Cognitieve therapie tracht dan weer de negatieve gedachten uit te dagen en veranderen. Interpersoonlijke therapie en problem-solving therapie kunnen helpen bij depressie en mogelijk ook bij rumineren.